# サッカーアラブ首長国連邦代表
サッカーアラブ首長国連邦代表（サッカーアラブしゅちょうこくれんぽうだいひょう）は、アラブ首長国連邦サッカー協会（UAEFA）によって構成される、アラブ首長国連邦のサッカーのナショナルチームである。愛称の「Al Abyad」はアラビア語で白の意。

## 概要
FIFAワールドカップには1990年大会で初出場を果たしたが、3戦全敗でグループリーグ敗退に終わった。
AFCアジアカップでは、1992年大会で4位、1996年大会で準優勝の成績を収めた。その後は低迷が続いたが、2015年大会では5大会ぶりに決勝トーナメントに進出。準々決勝で日本を、3位決定戦でイラクを破り3位に入賞した。自国開催となった2019年大会でもベスト4入りを果たしている。ガルフカップでは2007年大会、2013年大会で優勝している。著名な選手にはアリー・マブフートや、オマル・アブドゥッラフマーンなどが存在する。  

### 帰化戦略
2020年代以降、帰化選手が急増している。代表例はファビオ・リマ、カイオ・ルーカス（元鹿島アントラーズ）や、カイオ・カネドら南米出身でありUAEプロリーグで5年以上プレイした選手達である。加えてUAE国内クラブに多くの他大陸出身の10代後半～20代前半の若手選手が大量に在籍しているが、これはU-17ブラジル代表歴のあるルアンのように、年代別代表歴のある他大陸出身者を帰化させることを見据えたものである。ドバイ出身のエンディアイエ（元U-17フランス代表）、イギリス出身だがUAEに在住歴のあるマッケンジー・ハントのように幼少期をUAEで過ごした選手も招集されている。2026年北中米W杯アジア予選では、スタメンの半分以上を外国出身者が占めている試合も見られる。  

## 歴史
初めての国際試合は1972年3月17日に行われたカタール戦（プリンス・ファイサル・ビン・ファハド・スタジアム）で、1-0で勝利した。
AFCアジアカップには、クウェートで開催された1980年大会で初出場を果たした。グループBに入り、開催国かつ前回大会の優勝国クウェート、準優勝の韓国、マレーシア、カタールと同組になったが、結果は1分3敗のグループ4位（全体9位）であった。1984年シンガポール大会、1988年カタール大会も予選を突破したが、いずれも1次リーグ敗退となっている。アジアカップでの初勝利は1984年12月7日のインド戦であった。
1988年、ブラジル代表監督の経験を持つマリオ・ザガロが監督に就任。1990年イタリアW杯のアジア予選を混戦ながら勝ち抜き、本大会初出場を決めた。本大会では西ドイツ、ユーゴスラビア、コロンビアと共にグループDに入ったが、それぞれ1-5、1-4、0-2と2得点11失点という内容で3戦全敗を喫した。AFCアジアカップ1992、1996はそれぞれ4位、準優勝の成績を収めた。1997年には、サウジアラビアで開催された第3回FIFAコンフェデレーションズカップにアジア代表として出場した。
しかし、AFCアジアカップ2000（レバノン開催）でまさかの予選敗退となると、ガルフカップ2002（サウジアラビア開催）で最下位、アジアカップ2004年大会、2007年大会、2011年大会では3大会連続のグループリーグ敗退となるなど低迷が続いた。なお、ガルフカップ2007では初優勝を遂げている。 

### ロンドン五輪世代
2014年ブラジルW杯・アジア予選は3次予選で敗退し、2大会ぶりに最終予選にも進めなかった。W杯予選敗退後の2012年8月、U-23UAE代表を同年のロンドン五輪初出場に導いたマフディ・アリがA代表監督に就任。U-23監督時代に共にプレーした選手主体のチームを作り上げ、ガルフカップ2013で2度目の優勝を果たした。AFCアジアカップ2015では2勝1敗で決勝トーナメントに進出。準々決勝で前回大会優勝の日本をPK戦で下すと、準決勝で開催国オーストラリアに敗れたものの、3位決定戦でイラクに3-2と逆転勝ちして、中東勢トップの3位となった。
28年ぶりの出場を狙った2018年ロシアW杯・アジア予選では最終予選（3次予選）に進出した。グループBの初戦で再び日本に勝利する好スタートを切ったが、徐々に負けが込み、2017年3月、3勝4敗となったところでマフディ・アリは低迷の責任を取り退任した。最終的に同予選は4勝1分5敗の勝点13、グループ4位でプレーオフ（4次予選）にも進めなかった。

### W杯ロシア大会以降
2017年10月、元日本代表監督のアルベルト・ザッケローニが監督に就任。1996年大会以来の自国開催となったAFCアジアカップ2019ではグループリーグを首位で突破し、準々決勝では前回王者のオーストラリアを破って2大会連続でベスト4に進出。準決勝ではカタールと対戦となり、UAEサポーターによるカタールへのブーイングが起こる中、0-4と大敗。この大会をもってザッケローニは退任した。
2022年カタールW杯・アジア最終予選ではグループ3位の成績でアジア予選5位を争う4次予選に出場。中立地カタールで行われたオーストラリアとの一発勝負は後半終了間際に勝ち越しを許し、1-2で敗戦。大陸間プレーオフに進めず、32年ぶりの出場の夢は途絶えることになった。カタールで催されたAFCアジアカップ2023では、決勝トーナメント1回戦で初出場のタジキスタン（FIFAランキング106位、UAE : 64位）にPK戦で敗れる下剋上を起こされ、ベスト16で大会を去った。

## 成績

### FIFAワールドカップ
| 開催年 | 成績               | 試       | 勝       | 分       | 負       | 得       | 失       |
| ------ | ------------------ | -------- | -------- | -------- | -------- | -------- | -------- |
| 1974   | 不参加             | 不参加   | 不参加   | 不参加   | 不参加   | 不参加   | 不参加   |
| 1978   | 棄権               | 棄権     | 棄権     | 棄権     | 棄権     | 棄権     | 棄権     |
| 1982   | 予選敗退           | 予選敗退 | 予選敗退 | 予選敗退 | 予選敗退 | 予選敗退 | 予選敗退 |
| 1986   | 予選敗退           | 予選敗退 | 予選敗退 | 予選敗退 | 予選敗退 | 予選敗退 | 予選敗退 |
| 1990   | グループリーグ敗退 | 3        | 0        | 0        | 3        | 2        | 11       |
| 1994   | 予選敗退           | 予選敗退 | 予選敗退 | 予選敗退 | 予選敗退 | 予選敗退 | 予選敗退 |
| 1998   | 予選敗退           | 予選敗退 | 予選敗退 | 予選敗退 | 予選敗退 | 予選敗退 | 予選敗退 |
| 2002   | 予選敗退           | 予選敗退 | 予選敗退 | 予選敗退 | 予選敗退 | 予選敗退 | 予選敗退 |
| 2006   | 予選敗退           | 予選敗退 | 予選敗退 | 予選敗退 | 予選敗退 | 予選敗退 | 予選敗退 |
| 2010   | 予選敗退           | 予選敗退 | 予選敗退 | 予選敗退 | 予選敗退 | 予選敗退 | 予選敗退 |
| 2014   | 予選敗退           | 予選敗退 | 予選敗退 | 予選敗退 | 予選敗退 | 予選敗退 | 予選敗退 |
| 2018   | 予選敗退           | 予選敗退 | 予選敗退 | 予選敗退 | 予選敗退 | 予選敗退 | 予選敗退 |
| 2022   | 予選敗退           | 予選敗退 | 予選敗退 | 予選敗退 | 予選敗退 | 予選敗退 | 予選敗退 |
| 合計   | 出場1回            | 3        | 0        | 0        | 3        | 2        | 11       |

### AFCアジアカップ
赤枠は自国開催
| 開催年 | 成績               | 試合     | 勝利     | 引分     | 敗戦     | 得点     | 失点     |
| ------ | ------------------ | -------- | -------- | -------- | -------- | -------- | -------- |
| 1976   | 不参加             | 不参加   | 不参加   | 不参加   | 不参加   | 不参加   | 不参加   |
| 1980   | グループリーグ敗退 | 4        | 0        | 1        | 3        | 3        | 9        |
| 1984   | グループリーグ敗退 | 4        | 2        | 0        | 2        | 3        | 8        |
| 1988   | グループリーグ敗退 | 4        | 1        | 0        | 3        | 2        | 4        |
| 1992   | 4位                | 3        | 1        | 2        | 1        | 2        | 3        |
| 1996   | 準優勝             | 6        | 4        | 2        | 0        | 8        | 3        |
| 2000   | 予選敗退           | 予選敗退 | 予選敗退 | 予選敗退 | 予選敗退 | 予選敗退 | 予選敗退 |
| 2004   | グループリーグ敗退 | 3        | 0        | 1        | 2        | 1        | 5        |
| 2007   | グループリーグ敗退 | 3        | 1        | 0        | 2        | 3        | 6        |
| 2011   | グループリーグ敗退 | 3        | 0        | 1        | 2        | 0        | 4        |
| 2015   | 3位                | 6        | 3        | 1        | 2        | 10       | 8        |
| 2019   | ベスト4            | 6        | 3        | 2        | 1        | 8        | 8        |
| 2023   | ベスト16           | 4        | 1        | 2        | 1        | 6        | 5        |
| 合計   | 出場11回           | 47       | 16       | 12       | 19       | 46       | 63       |

### ガルフカップ
| 開催年 | 成績               |
| ------ | ------------------ |
| 1972   | 3位                |
| 1974   | 4位                |
| 1976   | 3位                |
| 1979   | 6位                |
| 1982   | 3位                |
| 1984   | 4位                |
| 1986   | 準優勝             |
| 1988   | 準優勝             |
| 1990   | 5位                |
| 1992   | 4位                |
| 1994   | 準優勝             |
| 1996   | 4位                |
| 1998   | 3位                |
| 2002   | 6位                |
| 2003   | 5位                |
| 2004   | グループリーグ敗退 |
| 2007   | 優勝               |
| 2009   | グループリーグ敗退 |
| 2010   | 準決勝敗退         |
| 2013   | 優勝               |
| 2014   | 3位                |
| 2017   | 準優勝             |
| 2019   | グループリーグ敗退 |
| 2023   | グループリーグ敗退 |

### FIFAコンフェデレーションズカップ
出場した大会のみ
| 開催年 | 結果               | 試合 | 勝利 | 引分 | 敗戦 | 得点 | 失点 |
| ------ | ------------------ | ---- | ---- | ---- | ---- | ---- | ---- |
| 1997   | グループリーグ敗退 | 3    | 1    | 0    | 2    | 2    | 8    |
| 合計   | 出場1回            | 3    | 1    | 0    | 2    | 2    | 8    |

## 歴代監督
- ドン・レヴィー 1977-1980
- ヘシュマト・モハジェラニ 1980-1984
- カルロス・アルベルト・パレイラ 1984-1988
- マリオ・ザガロ 1988-1990
- ベルンハルト・ブラウト 1990
- ヴァレリー・ロバノフスキー 1990-1992
- アントニ・ピエフニチェク 1992-1995
- トミスラヴ・イヴィッチ 1995-1996
- ロリ・サンドリ 1997
- ミラン・マチャラ 1997
- ロリ・サンドリ 1998
- カルロス・ケイロス 1998-1999
- スレチコ・ユルチッチ 1999

- アンリ・ミシェル 2000-2001
- ヨー・ボンフレーレ 2002
- ロイ・ホジソン 2002-2003
- ア・デモス 2004-2005
- ディック・アドフォカート2005
- ブルーノ・メツ2006-2008.9
- ドミニク・バテネー 2008.9-2009.6
- スレチコ・カタネッツ 2009.6-2011.9
- マフディ・アリ 2012.8-2017.3
- エドガルド・バウサ 2017.5-2017.10
- アルベルト・ザッケローニ 2017.10-2019.1
- ベルト・ファン・マルワイク 2019.3-2019.12
- イヴァン・ヨヴァノヴィッチ 2019.12-2020.4
- ベルト・ファン・マルワイク 2020.12-2022.2
- ロドルフォ・アルアバレーナ 2022.2-2023.7
- パウロ・ベント 2023.7-

## 歴代選手
| - ムフシン・ムサバハー - マージド・ナーセル - アハマド・マフムード - アリー・ハシーフ - ハーリド・イーサ | - ワリード・アッバース - ムハンナド・サーレム - ハムダーン・アル＝カマーリー - アブドゥルアズィーズ・フサイン - アブドゥルアズィーズ・サンクール - ムハンマド・ファウズィー - イスマーイール・アハマド - ムハンマド・マルズーク | - ハビーブ・ファルダーン - オマル・アブドゥッラフマーン - ハミース・イスマーイール - イスマーイール・アル＝ハンマーディー - ムハンマド・アブドゥッラフマーン - ハサン・イブラヒーム - ターレク・アハマド - ハルファーン・ムバーラク - アハマド・バルマーン | - ファハド・ハミース - サーレム・サーレハ - イスマイル・マタル - アリー・マブフート - アーメド・カリル |